# Milbertshofen-Am Hart

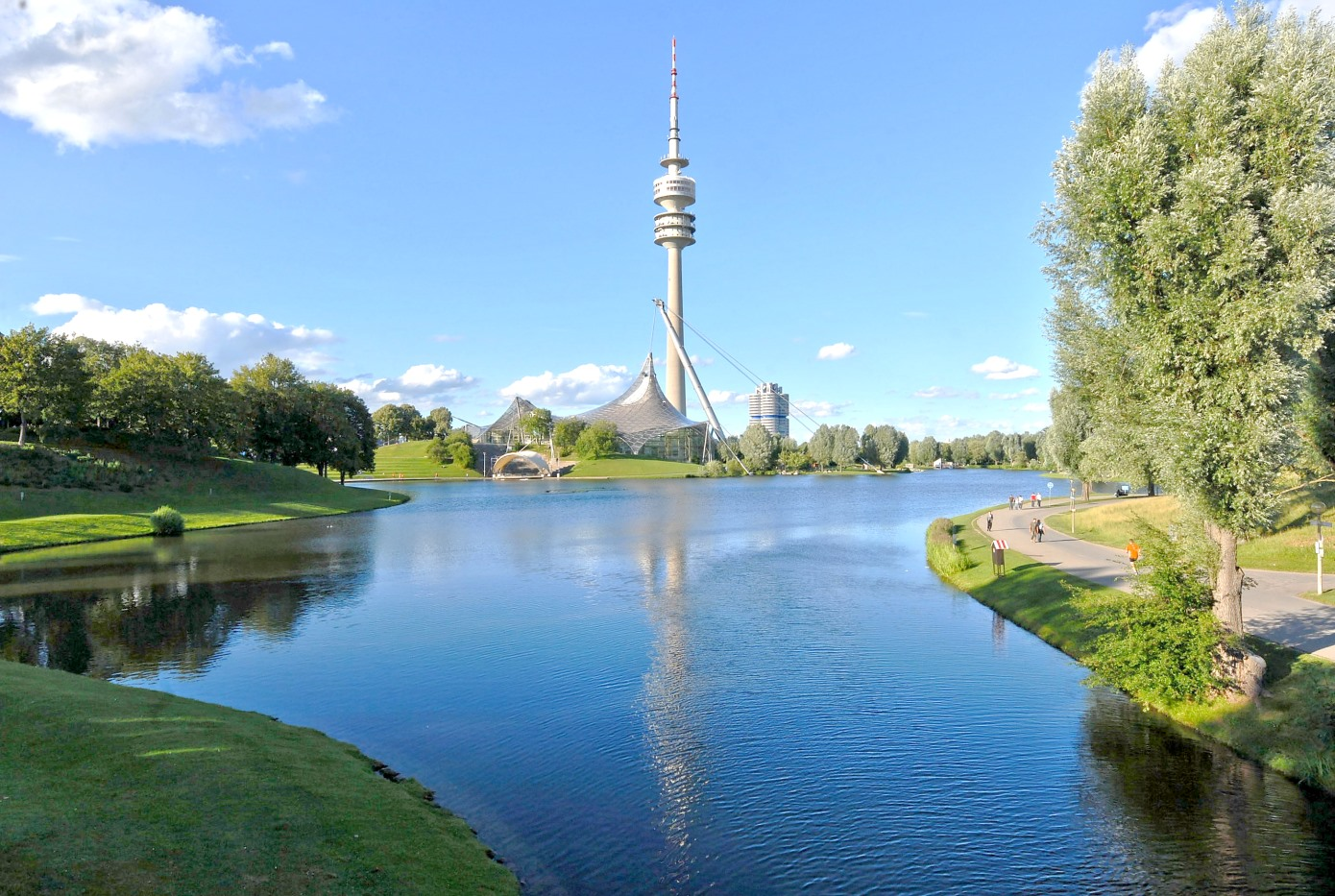
Olympiapark

Milbertshofen-Am Hart é o distrito urbano 11 da capital da Baviera, Munique.
O distrito 11 se estende como uma faixa estreita entre Ingolstadt e Schleißheimer Straße, desde os limites da cidade no norte até o Petuelpark no sul. Entre a Heidemannstrasse e o Euro-Industriepark, uma pequena área a leste da Ingolstädter Strasse também pertence a este distrito. No sudoeste (na área de Am Riesenfeld), Milbertshofen-Am Hart também abrange a maior parte do local olímpico até Landshuter Allee no oeste, Nordring de Munique até Wilhelmine-Reichard-Straße no norte e Willi-Gebhard-Ufer / Ackermannstraße no sul . É composto por três subdistritos: Milbertshofen, Am Riesenfeld e Am Hart.
Os distritos vizinhos são Schwabing-Freimann no leste, Schwabing-West no sul, Neuhausen-Nymphenburg no sudoeste e Moosach e Feldmoching-Hasenbergl no oeste. O município faz fronteira com Oberschleissheim, no norte.